# Музей Середземномор'я
Музе́й Середземномо́р'я (швед. Medelhavsmuseet; також Музей Середземномор'я та Близького Сходу, Музей антикваріату Середземномор'я та Близького Сходу) — музей у Стокгольмі, створений на базі колекцій давніх об'єктів із регіону навколо Середземного моря та Близького Сходу.

## Історія створення
Музей було утворено 1954 року шляхом об'єднання колекцій шведського Єгипетського музею та колекції Шведської експедиції до Кіпру. Єгипетський музей було створено 1928 року з артефактів XVIII, XIX та початку XX століть. Колекція експедиції до Кіпру є результатом розкопок кінця 1920-х — початку 1930-х років, і є найбільшою колекцією поза межами самого острова.
Із 1982 року музей розташовано в Палаці Густава Горна на площі Густава Адольфа, Стокгольм.

## Колекції музею
Окрім колекцій об'єктів зі Стародавнього Єгипту та Кіпру, музей також має у фондах об'єкти грецької, римської та іранської культур (Шах-Тепе, лурістанська бронза) та ісламського мистецтва.
У січні 2009 року було відкрито нову галерею античних об'єктів Кіпру за кошти Фундації А. Дж. Левентіса та за проектом компанії «White». Це тисяча теракотових статуеток із святилища Айя-Ірині.

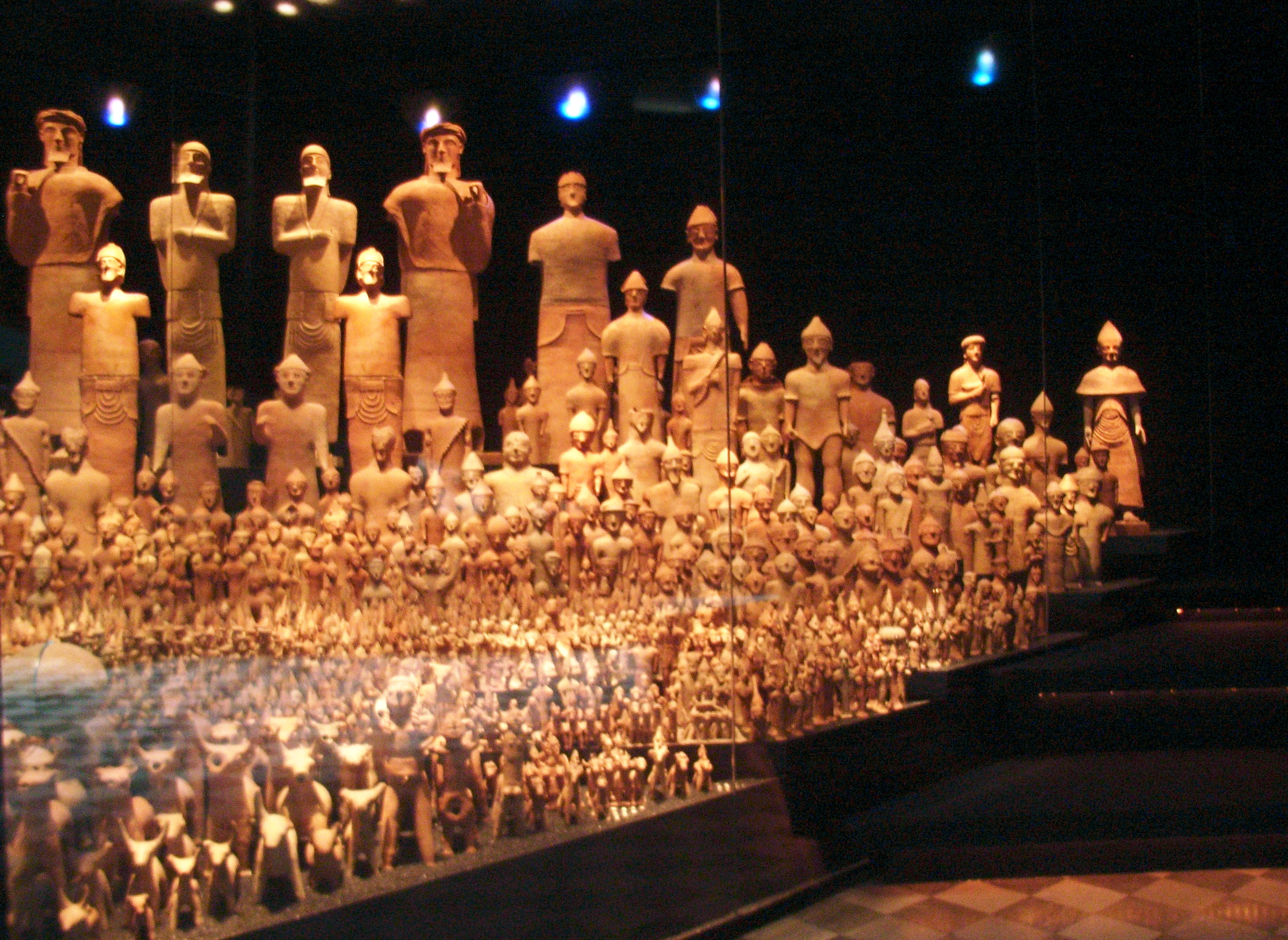
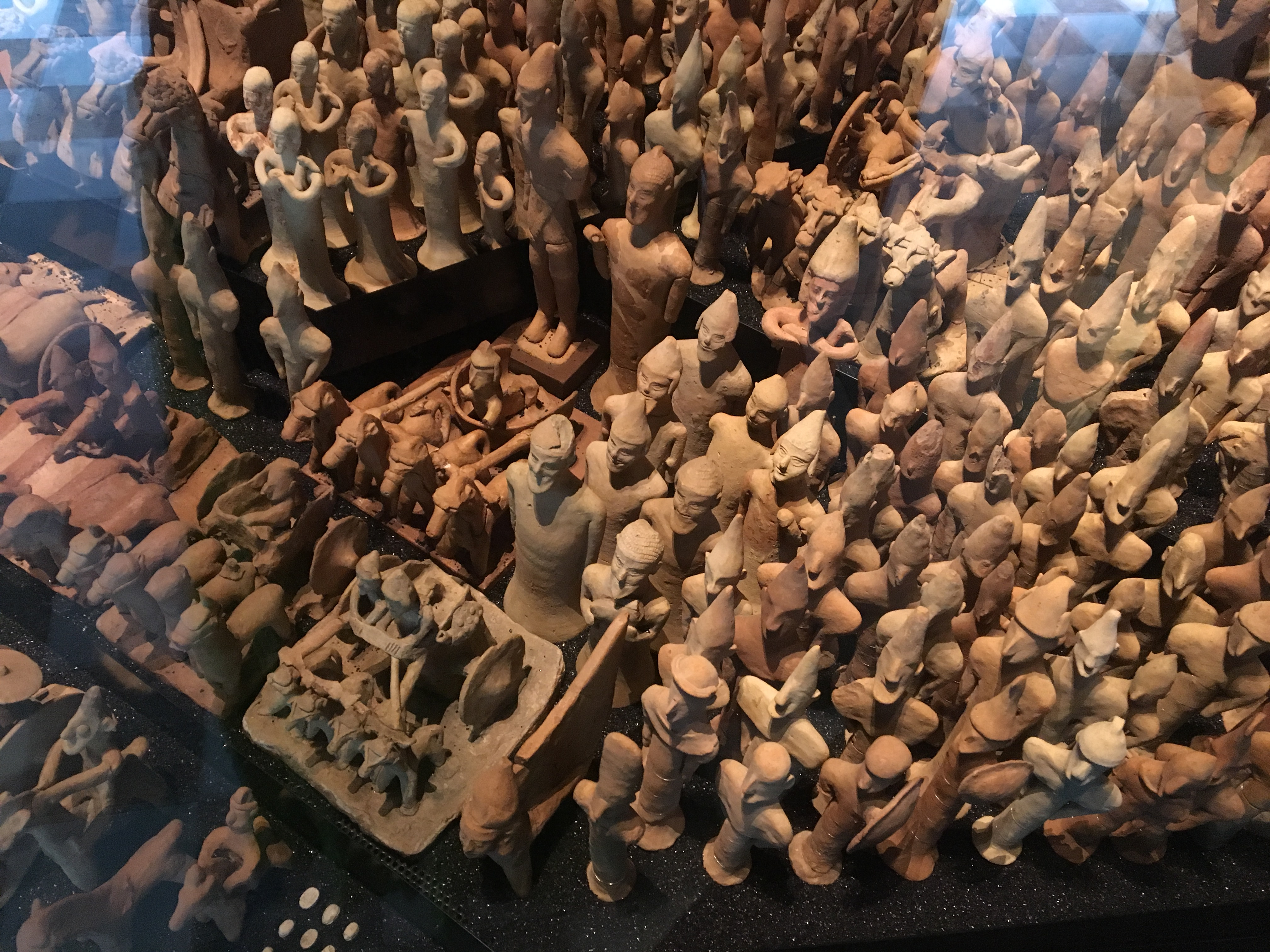
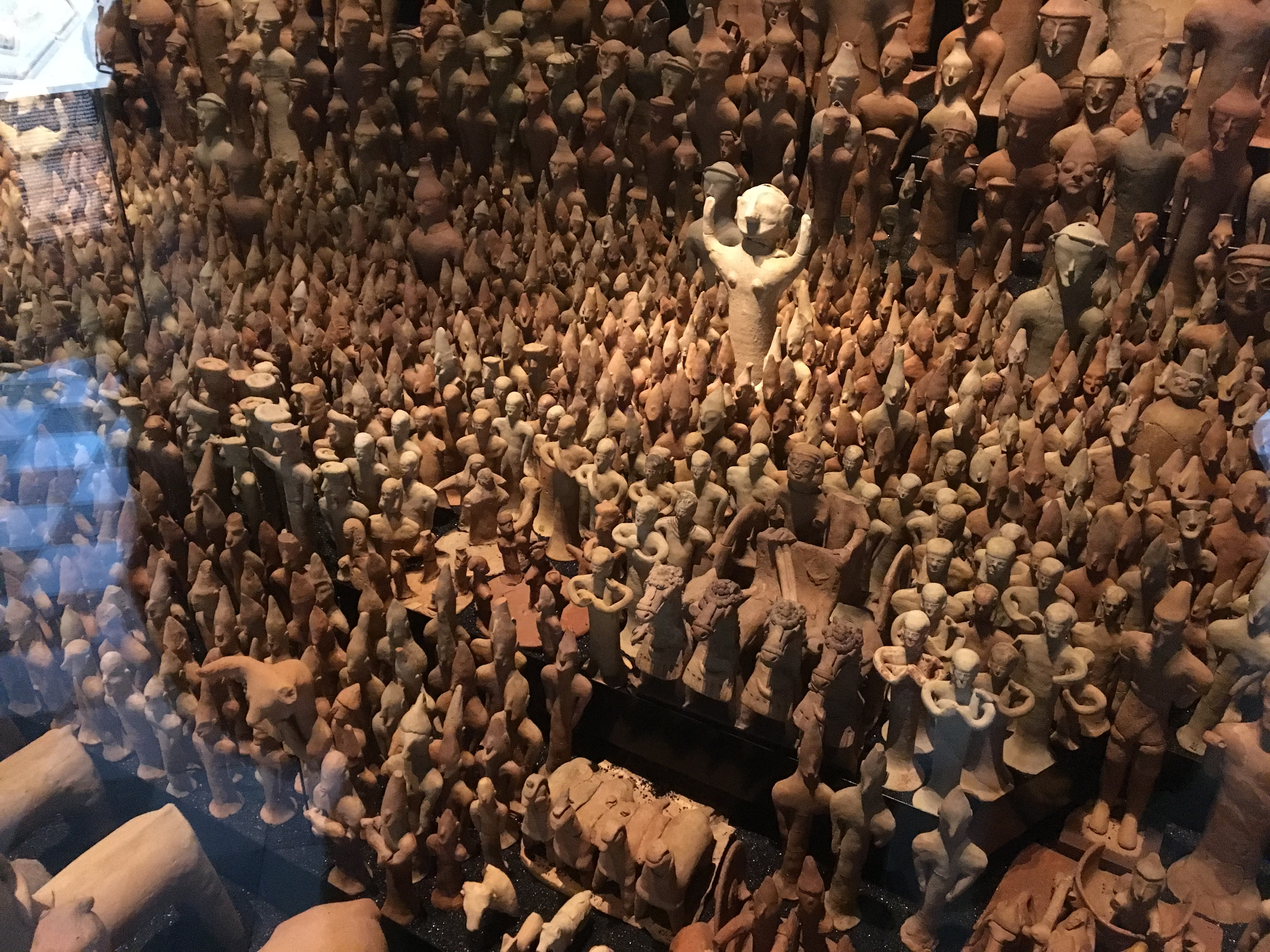
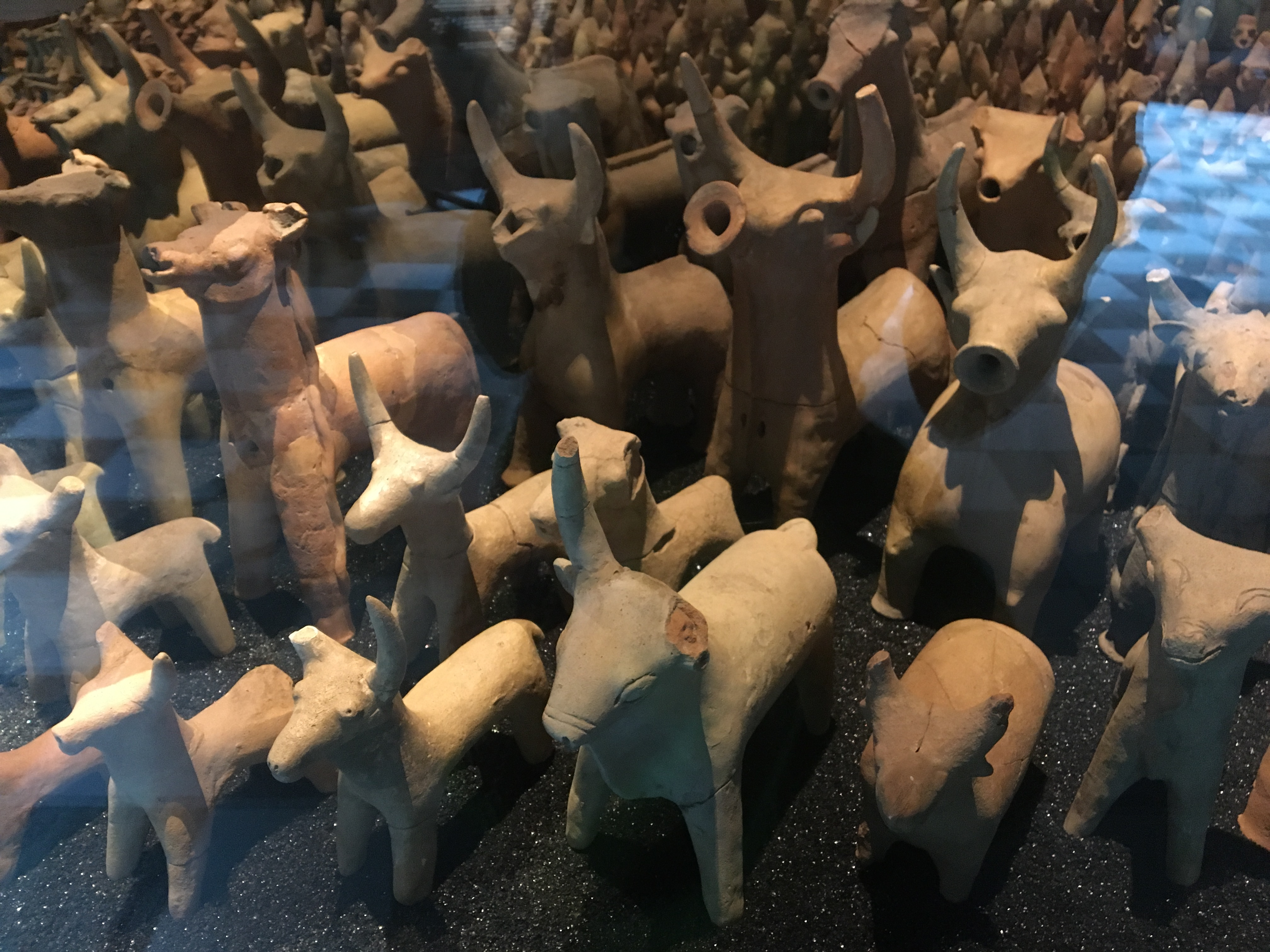
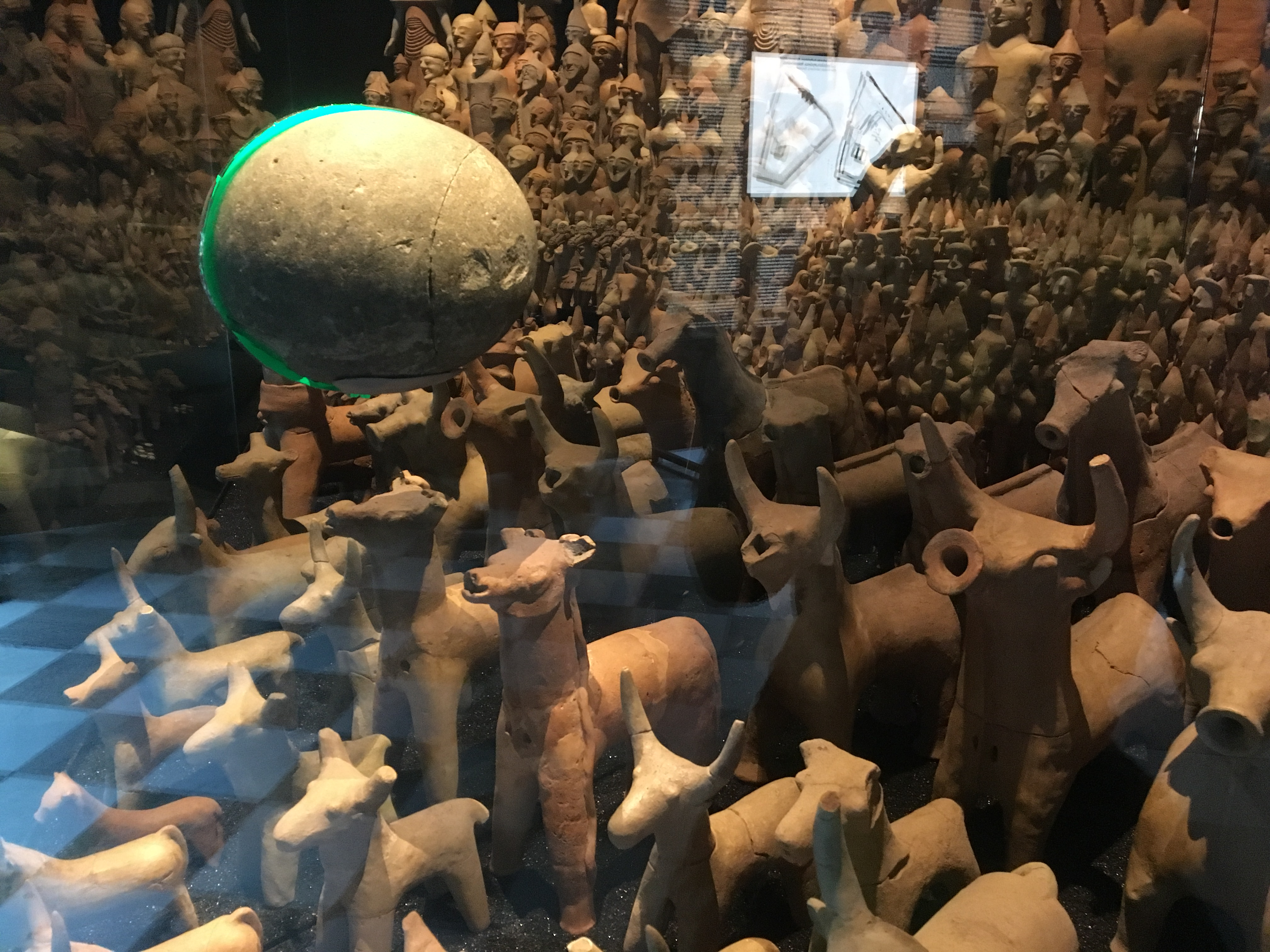

## Як дістатися
Найближчі станції метро Kungsträdgården або T-Centralen.
Автобуси:
- 62 і 65 зупинка Gustav Adolfs Torg;
- 3 і 52 зупинка Tegelbacken.